# 烏瓦爾多·希門尼斯
烏瓦爾多·希門尼斯·賈西亞（西班牙語：Ubaldo Jiménez García，1984年1月22日—），出生於納瓜的多米尼加棒球員。

## 職業生涯

### 科羅拉多落磯
在2008年，希門尼斯在34場的先發中獲得12勝12敗的成績，防禦率為3.99 ，今年球季其投球平均時速為94.9 mph。2008年球季結束以後，落磯和希門尼斯簽下4年1千萬美金的合約，此合約包括2013年和2014年的球隊選擇權。在2009年球季，希門尼斯繳出15勝12敗、防禦率3.47的成績，其在5月1日－9月7日連續25場先發的投球局數都在6局以上，成為隊史的紀錄。2010年希門尼斯為球隊的開幕戰先發投手，對手為密爾瓦基釀酒人，投6局失1分，順利拿下該年的第1勝。4月17日，希門尼斯於客場面對亞特蘭大勇士，投出生涯的第一個無安打比賽，這也是球隊歷史上的第一個無安打比賽，他總共投了128個球，送出7次三振和6次保送。在4月希門尼斯共獲得5勝0敗的成績，且防禦率只有0.79，如此優異的成績獲得國家聯盟4月和五月份單月表現最佳投手獎項。在4月希門尼斯共有3場比賽22.1局無失分，包括在5月3日的比賽，他共維持了25.1局無失分，希門尼斯成為大聯盟第二位在4月投出無安打比賽並獲得5勝的投手。接著又在五月16日起連續33局未失分

### 克里夫蘭印地安人
2010年7月30日被交易到印地安人隊，落磯隊獲得Joseph Gardner、Matt McBride和Alex White，08月16日落磯隊再獲得德魯·帕默倫茲。

### 巴爾的摩金鶯
球季結束後，Jimenez成為自由球員，印地安人提出合格報價的1年1410萬美元但他拒絕。
2014年2月17日，Jimenez與金鶯簽下四年4800萬美元的合約(金鶯隊史最大的投手合約)，金鶯將喪失該年選秀會首輪第17順位選秀權。
然而，獲得大約的Jimenez，卻沒有繳出應有的成績。
2016年，越投越走鐘的Jimenez還被球團從先發輪值踢進牛棚，更搞砸了外卡殊死賽，讓藍鳥轟出再見三分砲。

### 重返科羅拉多落磯
2020年2月5日，與洛磯隊簽下小聯盟合約附帶春訓邀請，9月18日正式對外宣布退休。

## 獎項和獎章
- 無安打比賽：2010年4月17日對亞特蘭大勇士。
- 國家聯盟單月表現最佳投手：2010年4月。

## 外部連結
- 球員資訊和成績在MLB，ESPN，Baseball-Reference，Fangraphs，The Baseball Cube，Baseball-Reference (Minors)（英文）
- 烏瓦爾多·希門尼斯在台灣棒球維基館上的頁面（繁體中文）

| 前任： 馬克·柏利   | 無安打比賽 2010年4月17日  | 繼任： 達拉斯·布萊登 |
| 前任： 蒂姆·林斯肯 | 明星賽國聯先發投手 2010年 | 繼任： 洛伊·哈勒戴   |